# Linyphia limatula
Linyphia limatula là một loài nhện trong họ Linyphiidae.
Loài này thuộc chi Linyphia. Linyphia limatula được Eugène Simon miêu tả năm 1904.